# إيمانويل إنسوا
إيمانويل ماريانو إنسوا زاباتا (بالإسبانية: Emanuel Mariano Insúa Zapata) هو لاعب كرة قدم أرجنتيني بمركز الظهير الأيسر ولد في يوم 10 أبريل 1991 في مدينة بوينس أيرس عاصمة الأرجنتين، يلعب حالياً مع نادي باناثينايكوس في اليونان وسبق له اللعب مع نادي راسينغ كلوب ونيولز أولد بويز ونادي غرناطة وغودوي كروز وبوكا جونيورز، ويبلغ طوله 176، إيمانويل هو الشقيق الأصغر للاعب الأرجنتيني الدولي إيميليانو إنسوا لاعب نادي شتوتغارت حالياً.

## روابط خارجية
- إيمانويل إنسوا على موقع إي إس بي إن إف سي (الإنجليزية)
- إيمانويل إنسوا على موقع قاعدة بيانات كرة القدم.إي يو (الإنجليزية)
- إيمانويل إنسوا على موقع Soccerway.com (الإنجليزية)
- إيمانويل إنسوا على موقع AS.com (الإسبانية)